# Dido (énekesnő)
Dido, születési neve: Dido Florian Cloud de Bounevialle O'Malley Armstrong (London, 1971. december 25. –) angol énekesnő.

## Lemezek

### Nagylemezek
| Év   | Album                   |
| ---- | ----------------------- |
| 1999 | No Angel                |
| 2003 | Life For Rent           |
| 2005 | Live at Brixton Academy |
| 2008 | Safe Trip Home          |
| 2013 | Girl Who Got Away       |
| 2019 | Still on My Mind        |

### Kislemezek
| Év   | Album                          |
| ---- | ------------------------------ |
| 2001 | Here With Me No Angel          |
| 2001 | Thank You No Angel             |
| 2001 | Hunter/Take My Hand No Angel   |
| 2003 | White Flag Life For Rent       |
| 2003 | Life For Rent                  |
| 2004 | Don't Leave Home Life For Rent |
| 2004 | Sand In My Shoes Life For Rent |